# آرتزاگو دادا
آرتزاگو دادا (به ایتالیایی: Arzago d'Adda) یک کومونه در ایتالیا است که در استان برگامو واقع شده‌است. آرتزاگو دادا ۹٫۳ کیلومتر مربع مساحت و ۲٬۸۱۱ نفر جمعیت دارد و ۱۰۶ متر بالاتر از سطح دریا واقع شده‌است.